# Втори конгрес на Илинденската организация
Вторият редовен конгрес на Илинденската организация се провежда на 12 юли 1925 година в София. На него участват делегати от централното дружество и клоновете на Илинденската организация в Царство България. 
Конгресът е открит от най-стария делегат Плевнелиев (Шумен) с временно бюро с членове Владимир Куртев (Кюстендил) и Александър Развигоров (Плевен), които избират бюро в състав Ангел Узунов (Кюстендил) – председател, подпредседатели са Владимир Карамфилов (Т. Пазарджик) и Лазар Томов (София), а секретари са Юрдан Тренков (Шумен) и М. Николов (Варна). На заседанията присъстват 32 делегата от провинцията и 8 от София. Избрано е ново ръководство в състав Димитър Иванов, Славчо Абазов, Марко Иванов, Лазар Томов и Александър Ефтимов.